# Дружина (герб)
Дружина или Шренява II (пол. Drużyna, Szreniawa, Druszyna, Bialaga), — польский дворянский герб.

## Описание герба
В поле червлёном река серебряная, текущая сверху вниз, с правой стороны в левую, по кривой линии. Щит увенчан обычным дворянским коронованным шлемом. В нашлемнике виден выходящий лев золотой между двумя трубами, из которых на каждой по четыре бубенчика. Намёт червлёный, подбитый серебром.
От герба Шренява герб Дружина отличается тем только, что над рекой нет креста.

## Известные представители герба
Любомирские
1490 Николай Стадницкий-Дружина (Mikolaj Stadnicki-Druzyna) 1446—1490 воевода

## Герб используют
Бялоноцкие (Bialonocki), Бяловодские (Bialowodzki, Bialowocki), Дружины (Druzyna), Хараим (Haraim), Квилецкие (Kwilecki), Лясковские (Laskowski), Лохман (Lochman), Лапкa (Lapka), Любомирские (Lubomirscy), Микульские (Mikulski), Ржецкие (Rzecki), Рагоза (Rahoza), Ржеки (Rzeka), Третер (Treter), Скотницкие (Skotnicki), Заршинские (Zarszynski).